# PSA Squash Tour 2025/26
Die PSA Squash Tour 2025/26 umfasst alle Squashturniere der Herren-Saison 2025/26 der PSA Squash Tour. Sie beginnt am 1. August 2025 und endet am 31. Juli 2026. Die nach dem Monat sortierte Übersicht zeigt den Ort des Turniers an, dessen Namen, das ausgeschüttete Gesamtpreisgeld, sowie den Sieger des Turniers. In der abschließenden Tabelle werden sämtliche Turniersieger nach der Menge ihrer Titel aufgelistet. Dabei ist es nicht relevant, welche Wertigkeit die vom Spieler gewonnenen Turniere besaßen, auch wenn eine entsprechende Erfassung erfolgt.
Die Saison 2024/25 besteht aus bislang 37 Turnieren. Das Gesamtpreisgeld beträgt 2.099.000 US-Dollar.

## Tourinformationen

### Anzahl nach Turnierserie
| Turnierserie | WM | Finals | Diamond | Platinum | Gold | Silver | Bronze | Copper | Ch 15 | Ch 12 | Ch 9 | Ch 6 | Ch 3 |
| ------------ | -- | ------ | ------- | -------- | ---- | ------ | ------ | ------ | ----- | ----- | ---- | ---- | ---- |
| Anzahl       | —  | —      | 1       | 3        | 3    | 2      | 2      | 7      | 2     | 2     | 5    | 4    | 6    |
| Gesamt       | —  | 4      | 4       | 4        | 14   | 14     | 14     | 14     | 19    | 19    | 19   | 19   | 19   |

## Turnierplan

### August
| Datum         | Ort           | Turnier                                 | Preisgeld | Sieger               |
| ------------- | ------------- | --------------------------------------- | --------- | -------------------- |
| 01.08.–04.08. | Kairo         | Jed SSA/Meysan Open 2025                | $ 3.000   | Ahmed Rashed         |
| 02.08.–06.08. | Gizeh         | ESF Tournament #1 2025                  | $ 9.000   | Salman Khalil        |
| 04.08.–08.08. | Jaipur        | HCL Squash Indian Tour 1 Jaipur 2025    | $ 9.000   | Yassin Shohdy        |
| 06.08.–10.08. | Devonport     | City of Devonport Tasmanian Open 2025   | $ 9.000   | Matthew Lai          |
| 13.08.–17.08. | Johns Creek   | Life Time Johns Creek Clemens Open 2025 | $ 12.000  | Muhammad Ashab Irfan |
| 26.08.–30.08. | New York City | White Bear Challenger 2025              | $ 6.000   |                      |
| 27.08.–31.08. | Seremban      | The Tuanku Muhriz Trophy 2025           | $ 15.000  |                      |
| 29.08.–31.08. | Taschkent     | Independence Day Open 2025              | $ 3.000   |                      |

### September
| Datum         | Ort             | Turnier                                   | Preisgeld | Sieger |
| ------------- | --------------- | ----------------------------------------- | --------- | ------ |
| 02.09.–07.09. | London          | London Squash Classic 2025                | $ 133.500 |        |
| 05.09.–07.09. | Winchester      | Brewin Dolphin Excalibur Cup 2025         | $ 3.000   |        |
| 08.09.–12.09. | Mumbai          | HCL Squash Indian Tour 2 Mumbai 2025      | $ 9.000   |        |
| 08.09.–19.09. | Kairo           | CIB Egyptian Open 2025                    | $ 350.750 |        |
| 09.09.–13.09. | Mons            | PSA Aramis Open Mons 2025                 | $ 6.000   |        |
| 09.09.–13.09. | Helsinki        | Helsinki PSA Challenger 2025              | $ 12.000  |        |
| 10.09.–14.09. | Johannesburg    | Assore Joburg Open 2025                   | $ 3.000   |        |
| 17.09.–21.09. | Colombo         | Reliance PSA Challenger Championship 2025 | $ 6.000   |        |
| 20.09.–24.09. | Budapest        | PSA Budapest Open 2025                    | $ 27.500  |        |
| 24.09.–27.09. | London          | Jack Fairs Open 2025                      | $ 3.000   |        |
| 24.09.–28.09. | Stourbridge     | Stourbridge Open 2025                     | $ 3.000   |        |
| 26.09.–30.09. | Bengaluru       | HCL Squash Indian Tour 3 Bengaluru 2025   | $ 6.000   |        |
| 28.09.–04.10. | Doha            | QTerminals Qatar Classic 2025             | $ 230.000 |        |
| 30.09.–04.10. | Charlottesville | Charlottesville Open 2025                 | $ 36.250  |        |

### Oktober
| Datum         | Ort           | Turnier                           | Preisgeld | Sieger |
| ------------- | ------------- | --------------------------------- | --------- | ------ |
| 05.10.–09.10. | New York City | Open Squash Classic 2025          | $ 74.000  |        |
| 11.10.–15.10. | San Francisco | Silicon Valley Open 2025          | $ 115.000 |        |
| 15.10.–19.10. | Vancouver     | Richardson Wealth Men’s Open 2025 | $ 27.500  |        |
| 19.10.–25.10. | Philadelphia  | U.S. Open 2025                    | $ 232.500 |        |
| 23.10.–27.10. | Brünn         | Czech Open 2025                   | $ 32.500  |        |

### November
| Datum         | Ort                 | Turnier                            | Preisgeld | Sieger |
| ------------- | ------------------- | ---------------------------------- | --------- | ------ |
| 04.11.–08.11. | Les Escaldes        | Andorra Open 2025                  | $ 27.500  |        |
| 05.11.–09.11. | Arlington           | St James Open 2025                 | $ 27.500  |        |
| 11.11.–16.11. | Shanghai            | China Open 2025                    | $ 120.000 |        |
| 18.11.–22.11. | Indore              | Daly College SRFI Indian Open 2025 | $ 63.500  |        |
| 25.11.–29.11. | Hongkong            | HKFC Squash Open 2025              | $ 82.500  |        |
| 25.11.–29.11. | Niagara-on-the-Lake | White Oaks Cup 2025                | $ 27.500  |        |

### Dezember
| Datum         | Ort      | Turnier                                              | Preisgeld | Sieger |
| ------------- | -------- | ---------------------------------------------------- | --------- | ------ |
| 01.12.–05.12. | Chennai  | HCL Squash Indian Tour 4 Chennai 2025                | $ 15.000  |        |
| 01.12.–07.12. | Hongkong | Hong Kong Open 2025                                  | $ 230.000 |        |
| 15.12.–20.12. | Paris    | Paris Squash 2025                                    | $ 120.000 |        |
| 27.12.–31.12. | Kairo    | Effat & Hafez Cairo International Squash Base 2 2025 | $ 9.000   |        |

## Nationenwertung
| Platz | Nation   | Siege | WM | Finals | Diamond | Platinum | Gold | Silver | Bronze | Copper | Ch 15 | Ch 12 | Ch 9 | Ch 6 | Ch 3 |
| ----- | -------- | ----- | -- | ------ | ------- | -------- | ---- | ------ | ------ | ------ | ----- | ----- | ---- | ---- | ---- |
| 1.    | Ägypten  | 3     |    |        |         |          |      |        |        |        |       |       | 2    |      | 1    |
| 2.    | Hongkong | 1     |    |        |         |          |      |        |        |        |       |       | 1    |      |      |
| 2.    | Pakistan | 1     |    |        |         |          |      |        |        |        |       | 1     |      |      |      |